# Coco de Meyere
Coco Florence (Coco) de Meyere (Amsterdam, 9 juli 1962 – Laren, 24 november 2011) was een Nederlands modestyliste.

## Biografie
Coco de Meyere was lid van de familie De Meyere en een dochter van cacaohandelaar Barend de Meyere (1927-1987) en diens eerste vrouw Henriëtte Petronella Giltay Veth (1936). Ze werd bekend door haar werk als styliste voor acteurs, televisiepersoonlijkheden en artiesten als Linda de Mol, Marc Klein Essink en Anita Meyer. Ook verzorgde ze de styling voor televisieseries als Zeg 'ns Aaa, Medisch Centrum West en Oppassen!!!. Landelijke bekendheid verkreeg ze door haar deelname als adviseur en jurylid aan de televisieserie Dames in de Dop in 2007 en 2008 van RTL 5, waar zij de deelnemers coachte met betrekking tot kledingkeuze. De laatste jaren van haar leven was zij 'lifestyleconsultant'. Zij schreef hier tevens een aantal boeken over naast haar eerder verschenen werken over de invloed van kledingkeuze op het leven.

## Personalia
Coco de Meyere was tot 2006 getrouwd met de herenkledingwinkelier Oger Lusink. Zij woonde in Laren (Noord-Holland). Op 24 november 2011 pleegde ze zelfmoord. Ze is begraven op de Amsterdamse begraafplaats Sint Barbara.